# Sociedad Zoológica de Francia
La Société zoologique de France (o Sociedad Zoológica de Francia), fue fundada en 1876 por Aimé Bouvier, es una sociedad científica dedicada a la zoología. Publica un boletín y organiza el Premio Gadeau de Kerville de la Société zoologique de Francia.

## Lista de Presidentes
- 1876 : Jules Vian (1815-1904)
- 1877 : Jules Vian (1815-1904)
- 1878 : Félix Pierre Jousseaume (1835-1921)
- 1879 : Edmond Perrier (1844-1921)
- 1880 : Jules Vian (1815-1904)
- 1881 : Fernand Lataste (1847-1934)
- 1882 : Eugène Simon (1848-1924)
- 1883 : Jules Künckel d'Herculais (1843-1918)
- 1884 : Maurice Chaper (1834-1896)
- 1885 : Pierre Mégnin (1828-1905)
- 1886 : Paul Henri Fischer (1835-1893)
- 1887 : Adrien Certes (1835-1903)
- 1888 : Jules Jullien (1842-1897)
- 1889 : Gustave Cotteau (1818-1894)
- 1890 : Jules de Guerne (1855-1931)
- 1891 : Alcide Louis-Joseph Railliet (1852-1930)
- 1892 : Philippe Dautzenberg (1849-1935)
- 1893 : Émile Oustalet (1844-1905)
- 1894 : Lionel Faurot (1853-1934)
- 1895 : Léon Vaillant (1834-1914)
- 1896 : Louis Eugène Bouvier (1856-1944)
- 1897 : Romain Moniez (1852-1936)
- 1898 : Henri Filhol (1843-1902)
- 1899 : Charles Janet (1849-1931)
- 1900 : Yves Delage (1854-1920)
- 1901 : Édouard Trouessart (1842-1927)
- 1902 : Arthur René Jean Baptiste Bavay (1840?-1923)
- 1903 : Jules Richard (1863-1945)
- 1904 : Edgard Hérouard (1858-1932)
- 1905 : Louis Joubin (1861-1935)
- 1906 : François-Xavier Raspail (1840-1926)
- 1907 : Georges Pruvot (1852-1924)
- 1908 : Paul Marchal (1862-1942)
- 1909 : Charles Alluaud (1861-1949)
- 1910 : François-Henri Coutière (1869-1952)
- 1911 : Jean Baptiste François René Koehler (1860-1931)
- 1912 : Adrien Dollfus (1858-1921)
- 1913 : Louis Roule (1861-1942)
- 1914 : Raphaël Blanchard (1857-1919)
- 1915 : Maurice Caullery (1868-1958)
- 1916 : Adrien Lucet (1852-1916)
- 1917 : Jacques Pellegrin (1873-1944)
- 1918 : Édouard Chevreux (1846-1931)
- 1919 : Armand Lucien Clément (1848-1920)
- 1920 : Émile Topsent (1862-1951)
- 1921 : Étienne Rabaud (1868-1956)
- 1922 : Émile Brumpt (1877-1951)
- 1923 : Paul Carié (1876-1931)
- 1924 : Charles Pérez (1873-1952)
- 1925 : Louis Boutan (1859-1934)
- 1926 : Félix Mesnil (1868-1938)
- 1927 : Raoul Anthony (1874-1941)
- 1928 : Édouard Chatton (1883-1947)
- 1929 : Louis Fage (1883-1964)
- 1930 : Alphonse Malaquin (1868-1949)
- 1931 : Lucien Chopard (1885-1971)
- 1932 : François Picard (1879-1939)
- 1933 : Armand Billard (1871-1942)
- 1934 : Léonce Joleaud (1880-1938)
- 1935 : René Legendre (1880-1954)
- 1936 : Louis Mercier (1879-1954)
- 1937 : Marie Phisalix (1861-1946)
- 1938 : René Jeannel (1879-1965)
- 1939 : Pierre-Paul Grassé (1895-1985)
- 1940 : Robert-Philippe Dolfus (1887-1976)
- 1941 : Emmanuel Fauré-Fremiet (1883-1971)
- 1942 : Édouard Bourdelle (1876-1960)
- 1943 : Jacques Millot (1897-1980)
- 1944 : Marcel Prenant (1893-1983)
- 1945 : Georges Lavier (1892-1968)
- 1946 : Henri Piéron (1881-1964)
- 1947 : Édouard Fischer-Piette (1899-1988)
- 1948 : Albert Vandel (1894-1980)
- 1949 : Léon Bertin (1896-1954)
- 1950 : Paul Marais de Beauchamp (1883-1977)
- 1951 : Marcel Aberloos (1901-1977)
- 1952 : Lucien Berland (1888-1962)
- 1953 : Georges Teissier (1900-1972)
- 1954 : Raymond Hovasse (1895-1989)
- 1955 : Paul Vayssière (1889-1984)
- 1956 : Germaine Cousin (1896-1992)
- 1957 : Paul Remy (1894-1962)
- 1958 : Étienne Wolff (1904-1996)
- 1959 : Maurice Fontaine (1904-2009)
- 1960 : Marcel Avel (1900-1983)
- 1961 : Pierre Drach (1906-1998)
- 1962 : Paul Pesson (1911-1989)
- 1963 : Odette Tuzet (1906-1976)
- 1964 : Jean Dorst (1924-2001)
- 1965 : Georges Busnel (1915-)
- 1966 : François Rollier (1907-1981)
- 1967 : Alain Chabaud (1923-)
- 1968 : Max Vachon (1908-1991)
- 1969 : Marc de Larambergue (1900-)
- 1970 : Bertrand Possompès (1912-1975)
- 1971 : Louis Gallien (1908-1976)
- 1972 : Hubert Lutz (1914-)
- 1973 : Émile Biliotti (1924-1978)
- 1974 : Roger Husson (1901-)
- 1975 : Albert Raynaud (1914-1999)
- 1976-1977 : Charles Bocquet (1918-1977)
- 1978-1979 : Maxime Lamotte (1920-2007)
- 1980-1981-1982 : Claude Lévi (1922-1990)
- 1983-1984 : Jean-Jacques Legrand (1917-)
- 1985-1986 : Pierre Lubet (1925-2004)
- 1987-1988 : Hubert Saint Girons (1926-2000)
- 1989 : André Beaumont (1923-)
- 1990–2008: s/c
- 2009: Jean-Loup d'Hondt
- 2010–2011: s/c
- 2012: René Lafont